# Arthur Donaldson (attore)
Arthur Donaldson (Norsholm, 5 aprile 1869 – Long Island, 28 settembre 1955) è stato un attore e regista svedese naturalizzato statunitense.

## Filmografia
- A Lad from Old Ireland, regia di Sidney Olcott - cortometraggio (1910)
- The Roses of the Virgin  - cortometraggio (1910)
- Rory O'More, regia di Sidney Olcott e Robert G. Vignola - cortometraggio (1911)
- The Colleen Bawn, regia di Sidney Olcott - cortometraggio (1911)
- Arrah-Na-Pogue, regia di Sidney Olcott (1911)
- His Mother, regia di Sidney Olcott - cortometraggio (1912)
- Musikens makt
- A Daughter of the Confederacy, regia di Sidney Olcott - cortometraggio (1913)
- The Blind Basket Weaver - cortometraggio (1913)
- The Bribe, regia di Robert G. Vignola - cortometraggio (1913)
- The Atheist - cortometraggio
- The Padrone's Plot - cortometraggio
- Our Mutual Girl, regia di Oscar Eagle, Lawrence B. McGill, John W. Noble e Walter Stanhope (1914)
- The Day of Days, regia di Daniel Frohman (1914)
- Over Niagara Falls (1914)
- Wolfe; Or, The Conquest of Quebec, regia di Kenean Buel (1914)
- Tricking the Government, regia di Sidney Olcott (1914)
- And So They Lived Happily Ever After - cortometraggio (1915)
- The Mother of Men, regia di Sidney Olcott (1914)
- The Land of the Lost (1914)
- Three Weeks, regia di Perry N. Vekroff (1914)
- Our Mutual Girl, No. 49, regia di John W. Noble - cortometraggio (1914)
- The Little Rebel, regia di Sidney Olcott - cortometraggio (1914)
- Runaway June, regia di Oscar Eagle (1915)
- At the Bottom of Things - cortometraggio (1915)
- And So They Lived Happily Ever After - cortometraggio
- The Moth and the Flame, regia di Sidney Olcott (1915)
- The Irish in America - cortometraggio
- The Ghost of Twisted Oaks, regia di Sidney Olcott - cortometraggio (1915)
- Hearts of Men, regia di Perry N. Vekroff (1915)
- Should a Baby Die?, regia di Perry N. Vekroff (1916)
- A Woman's Honor, regia di Roland West (1916)
- Her American Prince, regia di D.H. Turner (1916)
- The Faded Flower, regia di Ivan Abramson (1916)
- Snow White, regia di J. Searle Dawley (1916)
- Enlighten Thy Daughter
- Danger Trail, regia di Frederick A. Thomson (1917)
- Babbling Tongues, regia di William Humphrey (1917)
- His Own People, regia di William P.S. Earle (1917)
- Find the Woman, regia di Tom Terriss (1918)
- Coax Me, regia di Gilbert P. Hamilton (1919)
- Miss Dulcie from Dixie, regia di Joseph Gleason (1919)
- Atonement, regia di William Humphrey (1919)
- The Mind-the-Paint Girl, regia di Wilfrid North (1919)
- Mothers of Men, regia di Edward José (1920)
- Is Life Worth Living?, regia di Alan Crosland (1921)
- Il cigno (The Swan), regia di Dmitrij Buchoveckij (1925)